# Viševnik
Viševnik (2050 mnm) je gora v Julijskih Alpah. Predstavlja del gorskega grebena, ki razmejuje dolino Krme in Pokljuško planoto. Najbolj priljubljeni vzpon je iz smeri Pokljuke.

## Dostopi
Viševnik je sorazmerno lahko dostopen vrh. Razen iz Srednje vasi v Bohinju je relativne višine manj kot 1000 m. Imamo označene tako kot tudi neoznačene steze na njegov razgleden vrh.
| Izhodišče                                                     | Čas vzpona | Višinska razlika | Težavnost                   |
| ------------------------------------------------------------- | ---------- | ---------------- | --------------------------- |
| Rudno polje - Viševnik                                        | 2 h        | 703 m            | lahka označena pot          |
| Rudno polje - Viševnik (čez Kačji rob)                        | 2 h 20 min | 703 m            | delno zahtevna označena pot |
| Konec ceste na Pokljuki - Viševnik (čez Srenjski preval)      | 2 h 20 min | 710 m            | delno zahtevna označena pot |
| Rudno polje - Viševnik (skozi Zgornji Razor)                  | 3 h 20 min | 703 m            | lahka neoznačena steza      |
| Planina Zajavornik - Viševnik                                 | 3 h 30 min | 758 m            | delno zahtevna označena pot |
| Rudno polje - Viševnik (čez Jezerce in Srenjski preval)       | 2 h 40 min | 703 m            | delno zahtevna označena pot |
| Medvedova konta - Viševnik                                    | 3 h 15 min | 640 m            | delno zahtevna označena pot |
| Pri Rupah - Viševnik                                          | 3 h 15 min | 700 m            | delno zahtevna označena pot |
| Konec ceste na Pokljuki - Viševnik (čez Golo Ravan)           | 2 h 15 min | 710 m            | lahka neoznačena steza      |
| Rudno polje - Viševnik (čez Golo Ravan)                       | 2 h 15 min | 703 m            | lahka neoznačena steza      |
| Konec ceste na Pokljuki - Viševnik (mimo izvira Zlate vode)   | 2 h 20 min | 710 m            | lahka neoznačena steza      |
| Rudno polje - Viševnik (mimo izvira Zlate vode)               | 2 h 20 min | 703 m            | lahka neoznačena steza      |
| Uskovnica (Razpotje) - Viševnik (mimo izvira Zlate vode)      | 2 h 55 min | 835 m            | lahka neoznačena steza      |
| Uskovnica (Lom) - Viševnik (mimo izvira Zlate vode)           | 3 h 15 min | 974 m            | lahka neoznačena steza      |
| Uskovnica (Lom) - Viševnik (čez Srenjski preval)              | 3 h 15 min | 974 m            | delno zahtevna označena pot |
| Uskovnica (Razpotje) - Viševnik (čez Golo Ravan)              | 2 h 50 min | 835 m            | lahka neoznačena steza      |
| Uskovnica (Razpotje) - Viševnik (čez Srenjski preval)         | 2 h 55 min | 835 m            | delno zahtevna označena pot |
| Srednja vas - Viševnik (Za Ribnico in čez Srenjski preval)    | 4 h 40 min | 1467 m           | delno zahtevna označena pot |
| Srednja vas - Viševnik (Za Ribnico in mimo izvira Zlate vode) | 4 h 40 min | 1467 m           | lahka neoznačena steza      |
| Uskovnica (Lom) - Viševnik (čez Golo Ravan)                   | 3 h 10 min | 974 m            | lahka neoznačena steza      |
| Srednja vas - Viševnik (Za Ribnico in čez Golo Ravan)         | 4 h 35 min | 1467 m           | lahka neoznačena steza      |